# Energetický holding Malina
Energetický Holding Malina a.s. je akciová společnost známá také jako Malina Group, která za zabývá dodávkami fotovoltaických panelů a tepelných čerpadel. Základní kapitál společnosti je 2 000 000,- Kč. Činností firmy se zabývá policie.

## Předmět a dynamika podnikání
Firma se zabývala dodávkou a montáží fotovoltaických panelů. Dalším segmentem jejího podnikání byla dodávka a montáž tepelných čerpadel. Proklamovanou výhodou, kterou nedisponovaly ostatní firmy v ČR byla vlastní výroba komponentů v Číně. 
Firma byla od roku 2022 generálním partnerem fotbalového klubu Bohemians 1905. Od ledna 2023 však firma z důvodů finančních potíží klubu smluvené závazky neplatí.
Pro firmu pracovaly stovky obchodních zástupců, mnozí z nich neznali ani základní technické pojmy.[zdroj?] Se zákazníky uzavřeli obchodní zástupci 3777 smluv. Podmínkou uzavření smlouvy byla záloha ve výši stovek tisíců Kč. Inkasované zálohy dosáhly celkovou výši cca 1 miliarda Kč.[zdroj?]

## Problémy zákazníků
Na část zakázek firma nenastoupila, část zakázek zůstalo nedokončených. Firma se zpočátku snažila neuspokojené zákazníky uspokojit a posílala omluvné dárkové koše obsahující malinovou klobásu, malinovou čokoládu, malinové víno. Česká televize s problémy zákazníků seznámila veřejnost v pořadu Černé ovce 13. února 2023. Problémy s dokončováním zakázek narůstaly. Činností společnosti se zabýval nejen Energetický regulační úřad, ale i Policie ČR a ministerstvo průmyslu a obchodu.
Cech akumulace a fotovoltaiky (CAFT) vydal důrazné doporučení k zálohám na fotovoltaické elektrárny až po vyhlášení insolvence společnosti.

## Insolvenční řízení
Firma na sebe podala insolvenční návrh, kde navrhovala řešení v podobě reorganizace. Insolvenční řízení bylo zahájeno dne 9. května 2023. Schůzi věřitelů Maliny svolal soud na 29. srpna 2023, a právě věřitelé měli rozhodnout o (ne)přijetí reorganizačního plánu. Věřitelé museli přihlásit své pohledávky do 12. července 2023. Výše pohledávek se měla pohybovat kolem 1,4 miliard Kč (pohledávky přihlásili neuspokojení zákazníci, obchodní zástupci, hlídací služby a dodavatelské firmy). Druhým největším věřitelem s pohledávkou 78 milionů Kč byla společnost Iceberg Comp, s.r.o., jejímž společníkem byl od 15. března 2023 Lubomír Podlipný senior. Před tímto datem ovládal společnost Lubomír Podlipný junior, který byl před 10 lety pravomocně odsouzen na šest let nepodmíněně za krácení daní při obchodech se zkapalněným plynem. Na účtech firmy bylo 12 milionů Kč, v hotovosti měla firma 6 milionů Kč.[zdroj?]
Reorganizace, kterou navrhovala firma, měla spočívat ve vstupu investora do firmy. Toto řešení považovali odborníci za nepravděpodobné a predikovali konkurs a rozprodej majetku firmy.[zdroj?]
Městský soud v Praze rozhodl dne 17. května 2023 o jmenování prozatímního věřitelského výboru. Výbor byl pětičlenný a jedním z členů výboru byl věřitel Iceberg Comp, s.r.o., kterou zastupoval advokát Petr Sprinz z kanceláře Allen & Overy.[zdroj?]

## Uspokojení věřitelů
Při rozprodeji firmy jsou věřitelé obvykle odškodněni v jednotkách procent svých pohledávek. Materiál, který je součástí nedokončené zakázky a je již instalován na nemovitosti zákazníka není majetkem zákazníka, ale je majetkovou podstatou dlužníka, s kterou může nakládat pouze určený insolvenční správce. Český rozhlas upozornil na rizika spojená s dohodami zákazníků s úpadcem Energetický holding Malina o dokončení zakázky. Mohlo by se jednat o finanční podvod.
Věřitelský výbor obdržel dne 19. května 2023 od právního zástupce jednoho z věřitelů sdělení o uplatnění zadržovacího právo na movité věci dlužníka k zajištění své pohledávky vůči dlužníkovi. Jednalo se o sedm nákladních automobilů s hmotností do 3,5 tuny.[zdroj?]
Jan Urban popřel, že by převody vlastnických práv k nemovitostem v Kladně a pražském Žižkově (na své příbuzné Jana Urbana a Alici Urbanovou) uskutečněné 10. ledna 2023 souvisely s potížemi firmy Malina Group.

## Klíčové postavy
- zakladatel Energetického holdingu Malina – Cyril Regner
- člen představenstva Energetického holdingu Malina, finanční ředitel – Jan Urban
- advokát energetického holdingu Malina, autor insolvenčního návrhu – Michal Hora
- insolvenční správce – Rudolf Vinš (Insolvenční agentura v.o.s.)